# Джентіле Белліні
Дженті́ле Беллі́ні (італ. Gentile Bellini) — італійський художник. Народився, як вважається, в 1429 році у Венеції, помер у 1507 році там само.

## Біографія
Джентіле Белліні є сином Якопо Белліні і, найвірогідніше, старшим братом Джованні Белліні.
Митець зажив слави за життя. У 1479 році Джентіле Белліні вирушив до Константинополя до султана Мехмеда II, що «виписав» собі з Венеційської республіки «доброго» портретиста.
Художник відомий своїми портретами як венеційських дожів, так і східних можновладців, є у доробку митця також обсяжні сюжетні полотна. Чимало картин митця було знищено вогнем під час пожежі в Палаці Дожів у 1579 році.
Художня манера митця відрізнялася скутістю та сухістю. Менш обдарований майстер, ніж Джованні Белліні, він залишився представником перехідної добі від венеційського середньовіччя до раннього відродження.

## Вибрані твори

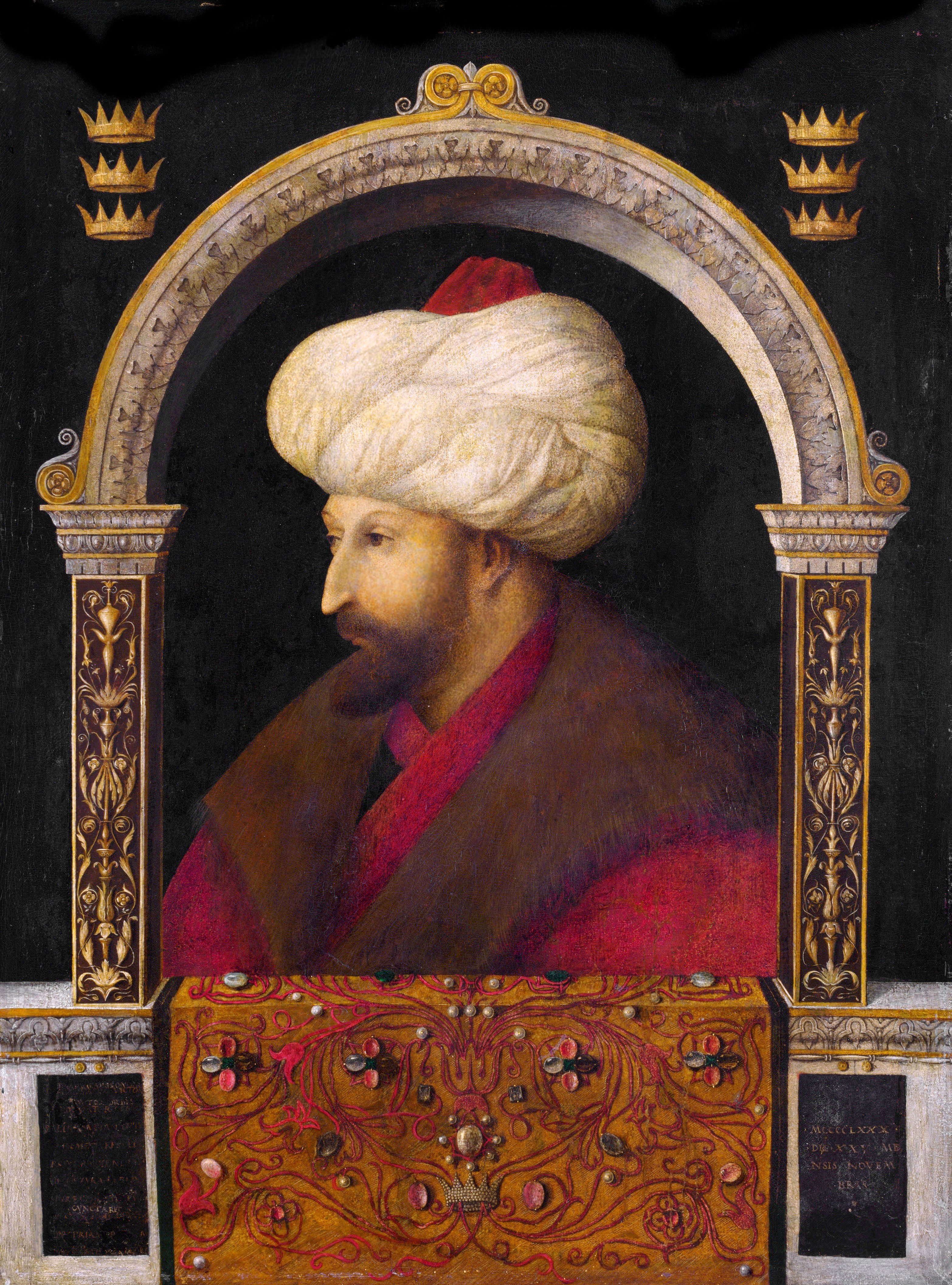
Портрет Мехмеда II, 1480, Нац. галерея, Лондон

- «Дож Джованні Моченіго», Музей Коррер, Венеція
- «Королева Кіпру Катерина Корнаро», Музей образотворчих мистецтв (Будапешт)
- «Дож Агостіно Барбаро»
- «Портрет невідомого з сивим волоссям», Лондон
- «Портрет невідомого донатора», Музей мистецтв імені Богдана та Варвари Ханенків, Київ
- «Мадонна з немовлям та донаторами», Берлін
- «Портрет молодика в червоному»
- «Процесія на площі святого Марка»

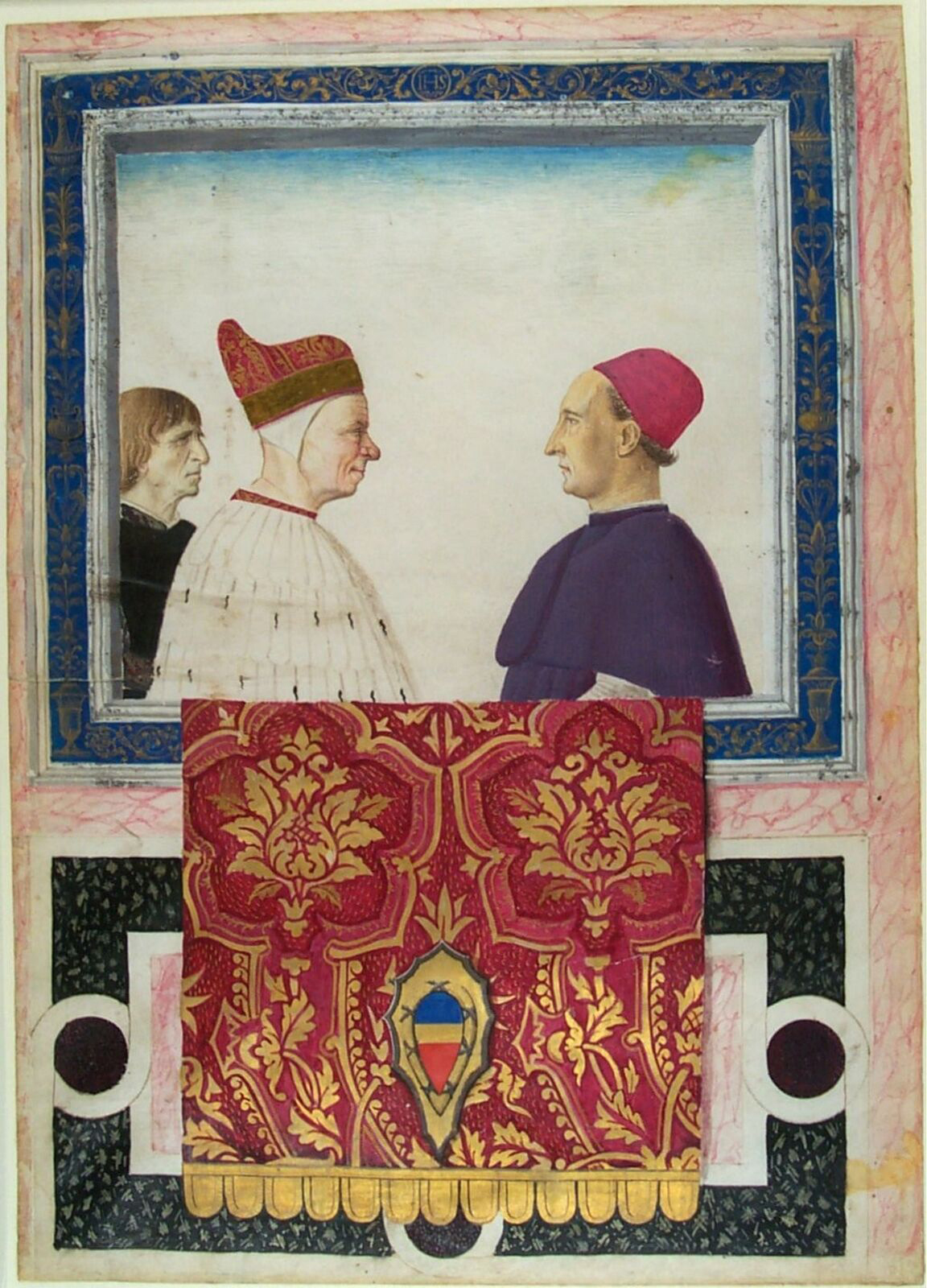
Дж. Белліні. «Дож венеції Андреа Вендрамін із секретарем та папським нунціем»
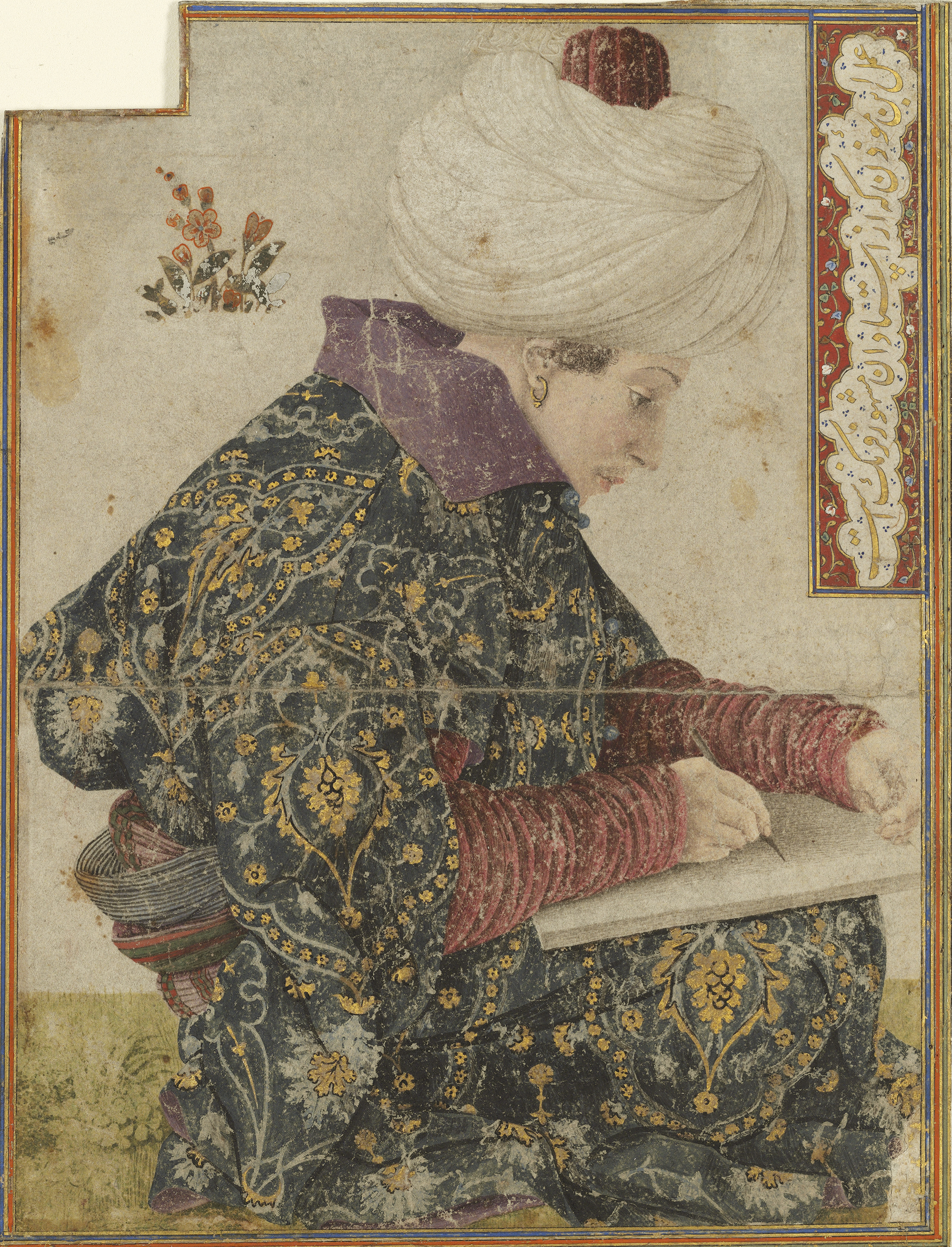
Дж. Белліні. « Писар-секретар в Константинополі», до 1481 року.
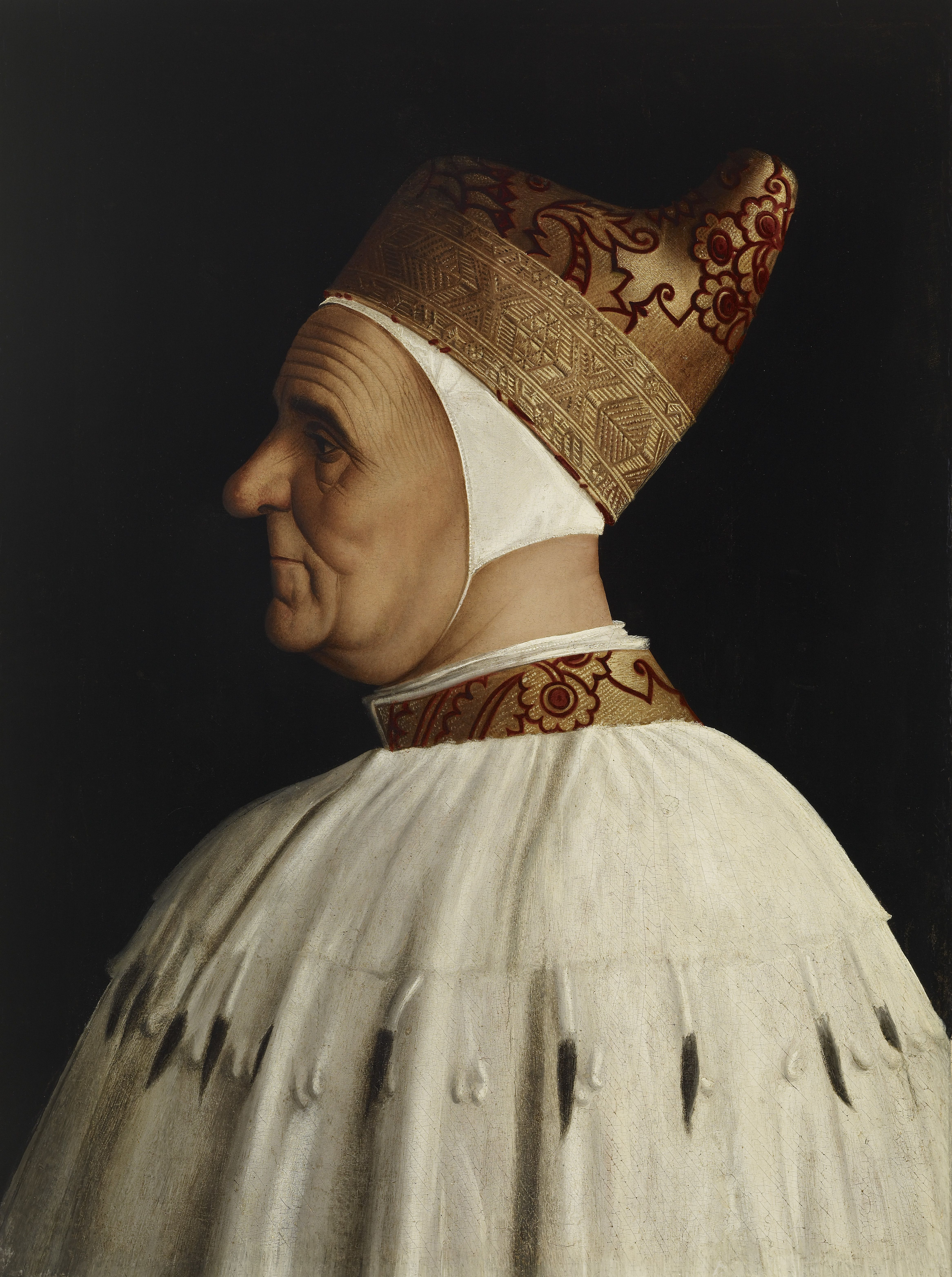
«Дож Джованні Моченіго».